# Kennedy Winston
Kennedy Winston (* 29. Juli 1984 in Prichard, Alabama, Vereinigte Staaten) ist ein US-amerikanischer Basketballspieler der bei einer Körpergröße von 2,00 m auf der Position des Small Forward spielt.
Winston begann seine Basketballkarriere an der University of Alabama, wo er für zwei Saisons Topscorer seiner Mannschaft war und 2005 die Punktetabelle der Southeastern Conference (SEC) mit einem Schnitt von 17,9 Punkten pro Partie anführte. 2004 und 2005 wurde Winston jeweils ins All-SEC first team gewählt und führte seine Mannschaft in beiden Jahren in die Play-offs der NCAA Meisterschaft.
Nachdem Winston im Sommer 2005 von den Memphis Grizzlies in der Saisonvorbereitung getestet wurde, jedoch keinen Vertrag erhielt, wechselte er nach Europa und spielte für eine Saison beim spanischen Erstligisten CB Gran Canaria. Nach einer weiteren Saison in Griechenland bei Panionios Athen unterschrieb Winston 2007 beim griechischen Spitzenverein Panathinaikos Athen und wechselte zusammen mit seinem Mitspieler Efstratios Perperoglou zum amtierenden EuroLeague Meister, wo er das Double erreichen konnte. Nach einem halben Jahr in der Türkei wechselte er im Februar 2009 zu Real Madrid.

## Erfolge
- Griechischer Meister: 2008
- Belgischer Meister: 2012
- Griechischer Pokalsieger: 2008

## Auszeichnungen
- All-SEC first team: 2004, 2005
- Teilnahmen am griechischen All Star Game: 2007, 2008
- Teilnahmen am EuroCup All Star Game: 2007

| Personendaten    | Personendaten                       |
| ---------------- | ----------------------------------- |
| NAME             | Winston, Kennedy                    |
| KURZBESCHREIBUNG | US-amerikanischer Basketballspieler |
| GEBURTSDATUM     | 29. Juli 1984                       |